# Aleksandar Ćapin
Aleksandar Ćapin (pron. ale'ksandar 'ʧapin; Sarajevo, 6 ottobre 1982) è un ex cestista sloveno.
Era un playmaker, alto 186 cm per un peso forma di 78 kg. Ha vinto nel 2003 il campionato sloveno.

## Carriera
Nella sua carriera ha esordito con il Partizan Belgrado. Dal 2000 al 2003 ha giocato nel campionato sloveno, vincendo il titolo nel 2003 con la maglia del Krka Novo mesto.
Si è poi trasferito in Germania, al Telekom Baskets Bonn, in Francia, al BCM Gravelines, in Grecia, al Panellinios Atene, e infine in Italia. Nel 2005-06 ha giocato per la Viola Reggio Calabria, per poi passare alla Pallacanestro Varese nella stagione 2006-2007 e 2007-2008.
Con la maglia della nazionale slovena, ha partecipato agli Europei in Serbia e Montenegro (nel 2005) e in Spagna (nel 2007). Dopo le difficoltà incontrate in campionato con Varese nelle stagione 2007-2008, ha deciso di abbandonare il gruppo chiedendo alla dirigenza di essere ceduto. Da gennaio 2008 gioca in Grecia nelle file del Panionios Telecom di Atene.
Nella stagione successiva ha firmato un 1+1 con gli ucraini del Azovmash Mariupol.
Dal 2012 milita nel Radnički Kragujevac.

## Palmarès

### Squadra
- Campionato sloveno: 1

Krka Novo mesto: 2003
- Campionato lituano: 1

Žalgiris Kaunas: 2010-11
- Campionato montenegrino: 1

Budućnost: 2013-14
- Campionato macedone: 1

MZT Skopje: 2014-15
- Coppa di Lituania: 1

Žalgiris Kaunas: 2011
- Coppa del Montenegro: 1

Budućnost: 2014
- Lega Baltica: 2

Žalgiris Kaunas: 2009-10, 2010-11

### Individuale
- MVP Lega Adriatica: 1

Radnički Kragujevac: 2012-13